# Tour de Normandie 2017
La 37e édition du Tour de Normandie a eu lieu du 20 au 26 mars 2017. La course fait partie du calendrier UCI Europe Tour 2017 en catégorie 2.2.

## Présentation

### Parcours
- Étape 1, lundi 20 mars : Bourg-Achard - Gonfreville-l'Orcher, 143 km.
- Étape 2, mardi 21 mars : Neufchâtel-en-Bray - Forges-les-Eaux, 153,5 km.
- Étape 3, mercredi 22 mars : Duclair - Elbeuf-sur-Seine, 165 km.
- Étape 4, jeudi 23 mars : Le Neubourg - Argentan, 163 km.
- Étape 5, vendredi 24 mars : La Ferté-Macé - Bagnoles de l'Orne Normandie, 158,5 km.
- Étape 6, samedi 25 mars : Fleury-sur-Orne - Ducey-Les Chéris, 166 km.
- Étape 7, dimanche 26 mars : Sourdeval - Caen, 144,5 km.

### Équipes
Classé en catégorie 2.2 de l'UCI Europe Tour, le Tour de Normandie est par conséquent ouvert aux équipes continentales professionnelles françaises, ainsi qu'à un maximum de deux étrangères, aux équipes continentales, aux équipes nationales et aux équipes régionales et de clubs.
Vingt-quatre équipes participent à ce Tour de Normandie - deux équipes continentales professionnelles, seize équipes continentales, six équipes régionales et de clubs et une équipe nationale (l'équipe de France sur piste) :
| Équipes continentales professionnelles (2)- Fortuneo-Vital Concept - WB-Veranclassic-Aqua Protect Équipes continentales (15)- AGO-Aqua Service - An Post-ChainReaction - Armée de terre - ColoQuick-Cult - Coop - Delta Cycling Rotterdam - FixIT.no - JLT Condor - Leopard - Madison Genesis - Metec-TKH-Mantel - Rad-net Rose - Rally Cycling - Riwal Platform - SEG Racing Academy Équipe nationale- France Équipes régionales et de clubs (6)- BMC Development - GSC Blagnac Vélo Sport 31 - Polartec-Fundación Alberto Contador - VC Pays de Loudéac - VC Rouen 76 - Vendée U Pays de la Loire |
| |

## Étapes
| Étape     | Date    | Villes étapes                        | type            | Distance (km) | Vainqueur d'étape    | Leader du classement général |
| --------- | ------- | ------------------------------------ | --------------- | ------------- | -------------------- | ---------------------------- |
| 1re étape | 20 mars | Bourg-Achard – Gonfreville-l'Orcher  | étape de plaine | 143           | Anthony Delaplace    | Anthony Delaplace            |
| 2e étape  | 21 mars | Neufchâtel-en-Bray – Forges-les-Eaux | étape de plaine | 153,5         | Fabio Jakobsen       | Anthony Delaplace            |
| 3e étape  | 22 mars | Duclair – Elbeuf                     | étape de plaine | 165           | Jan-Willem van Schip | Anthony Delaplace            |
| 4e étape  | 23 mars | Le Neubourg – Argentan               | étape vallonnée | 163           | Justin Jules         | Anthony Delaplace            |
| 5e étape  | 24 mars | La Ferté-Macé – Bagnoles-de-l'Orne   | étape de plaine | 158,8         | Johim Ariesen        | Anthony Delaplace            |
| 6e étape  | 25 mars | Fleury-sur-Orne – Ducey-Les Chéris   | étape de plaine | 166           | Damien Gaudin        | Anthony Delaplace            |
| 7e étape  | 26 mars | Sourdeval – Caen                     | étape de plaine | 144,5         | Clément Orceau       | Anthony Delaplace            |

## Déroulement de la course

### 1reétape
| \| Classement de l'étape \| Classement de l'étape \| Classement de l'étape \| Classement de l'étape \| Classement de l'étape \| \| Coureur \| Coureur \| Pays \| Équipe \| Temps \| \| --------------------- \| --------------------- \| --------------------- \| ---------------------------- \| --------------------- \| \| 1er \| Anthony Delaplace \| France \| Fortuneo-Vital Concept \| 3 h 22 min 00 s \| \| 2e \| Justin Mottier \| France \| VC Pays de Loudéac \| + 3 s \| \| 3e \| Justin Jules \| France \| WB-Veranclassic-Aqua Protect \| + 26 s \| \| 4e \| Nathan Van Hooydonck \| Belgique \| BMC Development \| + 26 s \| \| 5e \| Flavien Maurelet \| France \| GSC Blagnac Vélo Sport 31 \| + 30 s \| \| 6e \| August Jensen \| Norvège \| Team Coop \| + 32 s \| \| 7e \| Jesse Anthony \| États-Unis \| Rally Cycling \| + 32 s \| \| 8e \| Pascal Eenkhoorn \| Pays-Bas \| BMC Development \| + 36 s \| \| 9e \| Steven Lampier \| Royaume-Uni \| JLT Condor \| + 36 s \| \| 10e \| Nicolai Brøchner \| Danemark \| Riwal Platform \| + 39 s \| |                      |             |                              |                 |
| |                      |             |                              |                 |
| Source : ProCyclingStats |                      |             |                              |                 |
| Classement de l'étape |                      |             |                              |                 |
| Coureur | Coureur              | Pays        | Équipe                       | Temps           |
| 1er | Anthony Delaplace    | France      | Fortuneo-Vital Concept       | 3 h 22 min 00 s |
| 2e | Justin Mottier       | France      | VC Pays de Loudéac           | + 3 s           |
| 3e | Justin Jules         | France      | WB-Veranclassic-Aqua Protect | + 26 s          |
| 4e | Nathan Van Hooydonck | Belgique    | BMC Development              | + 26 s          |
| 5e | Flavien Maurelet     | France      | GSC Blagnac Vélo Sport 31    | + 30 s          |
| 6e | August Jensen        | Norvège     | Team Coop                    | + 32 s          |
| 7e | Jesse Anthony        | États-Unis  | Rally Cycling                | + 32 s          |
| 8e | Pascal Eenkhoorn     | Pays-Bas    | BMC Development              | + 36 s          |
| 9e | Steven Lampier       | Royaume-Uni | JLT Condor                   | + 36 s          |
| 10e | Nicolai Brøchner     | Danemark    | Riwal Platform               | + 39 s          |

| \| Classement général \| Classement général \| Classement général \| Classement général \| Classement général \| \| Coureur \| Coureur \| Pays \| Équipe \| Temps \| \| ------------------ \| -------------------- \| ------------------ \| ---------------------------- \| ------------------ \| \| 1er \| Anthony Delaplace \| France \| Fortuneo-Vital Concept \| 3 h 21 min 47 s \| \| 2e \| Justin Mottier \| France \| VC Pays de Loudéac \| + 8 s \| \| 3e \| Justin Jules \| France \| WB-Veranclassic-Aqua Protect \| + 32 s \| \| 4e \| Nathan Van Hooydonck \| Belgique \| BMC Development \| + 39 s \| \| 5e \| Flavien Maurelet \| France \| GSC Blagnac Vélo Sport 31 \| + 43 s \| \| 6e \| August Jensen \| Norvège \| Team Coop \| + 45 s \| \| 7e \| Jesse Anthony \| États-Unis \| Rally Cycling \| + 45 s \| \| 8e \| Pascal Eenkhoorn \| Pays-Bas \| BMC Development \| + 49 s \| \| 9e \| Steven Lampier \| Royaume-Uni \| JLT Condor \| + 49 s \| \| 10e \| Nicolai Brøchner \| Danemark \| Riwal Platform \| + 52 s \| |                      |             |                              |                 |
| |                      |             |                              |                 |
| Source : ProCyclingStats |                      |             |                              |                 |
| Classement général |                      |             |                              |                 |
| Coureur | Coureur              | Pays        | Équipe                       | Temps           |
| 1er | Anthony Delaplace    | France      | Fortuneo-Vital Concept       | 3 h 21 min 47 s |
| 2e | Justin Mottier       | France      | VC Pays de Loudéac           | + 8 s           |
| 3e | Justin Jules         | France      | WB-Veranclassic-Aqua Protect | + 32 s          |
| 4e | Nathan Van Hooydonck | Belgique    | BMC Development              | + 39 s          |
| 5e | Flavien Maurelet     | France      | GSC Blagnac Vélo Sport 31    | + 43 s          |
| 6e | August Jensen        | Norvège     | Team Coop                    | + 45 s          |
| 7e | Jesse Anthony        | États-Unis  | Rally Cycling                | + 45 s          |
| 8e | Pascal Eenkhoorn     | Pays-Bas    | BMC Development              | + 49 s          |
| 9e | Steven Lampier       | Royaume-Uni | JLT Condor                   | + 49 s          |
| 10e | Nicolai Brøchner     | Danemark    | Riwal Platform               | + 52 s          |

### 2eétape
| \| Classement de l'étape \| Classement de l'étape \| Classement de l'étape \| Classement de l'étape \| Classement de l'étape \| \| Coureur \| Coureur \| Pays \| Équipe \| Temps \| \| --------------------- \| --------------------- \| --------------------- \| ---------------------------- \| --------------------- \| \| 1er \| Fabio Jakobsen \| Pays-Bas \| SEG Racing Academy \| 3 h 26 min 23 s \| \| 2e \| Bram Welten \| Pays-Bas \| BMC Development \| + 0 s \| \| 3e \| Nicolai Brøchner \| Danemark \| Riwal Platform \| + 0 s \| \| 4e \| Johim Ariesen \| Pays-Bas \| Metec-TKH-Mantel \| + 0 s \| \| 5e \| Alex Frame \| Nouvelle-Zélande \| JLT Condor \| + 0 s \| \| 6e \| Pierrick Naud \| Canada \| Rally Cycling \| + 0 s \| \| 7e \| Jan-Willem van Schip \| Pays-Bas \| Delta Cycling Rotterdam \| + 0 s \| \| 8e \| Lionel Taminiaux \| Belgique \| AGO-Aqua Service \| + 0 s \| \| 9e \| Maxence Moncassin \| France \| GSC Blagnac Vélo Sport 31 \| + 0 s \| \| 10e \| Justin Jules \| France \| WB-Veranclassic-Aqua Protect \| + 0 s \| |                      |                  |                              |                 |
| |                      |                  |                              |                 |
| Source : ProCyclingStats |                      |                  |                              |                 |
| Classement de l'étape |                      |                  |                              |                 |
| Coureur | Coureur              | Pays             | Équipe                       | Temps           |
| 1er | Fabio Jakobsen       | Pays-Bas         | SEG Racing Academy           | 3 h 26 min 23 s |
| 2e | Bram Welten          | Pays-Bas         | BMC Development              | + 0 s           |
| 3e | Nicolai Brøchner     | Danemark         | Riwal Platform               | + 0 s           |
| 4e | Johim Ariesen        | Pays-Bas         | Metec-TKH-Mantel             | + 0 s           |
| 5e | Alex Frame           | Nouvelle-Zélande | JLT Condor                   | + 0 s           |
| 6e | Pierrick Naud        | Canada           | Rally Cycling                | + 0 s           |
| 7e | Jan-Willem van Schip | Pays-Bas         | Delta Cycling Rotterdam      | + 0 s           |
| 8e | Lionel Taminiaux     | Belgique         | AGO-Aqua Service             | + 0 s           |
| 9e | Maxence Moncassin    | France           | GSC Blagnac Vélo Sport 31    | + 0 s           |
| 10e | Justin Jules         | France           | WB-Veranclassic-Aqua Protect | + 0 s           |

| \| Classement général \| Classement général \| Classement général \| Classement général \| Classement général \| \| Coureur \| Coureur \| Pays \| Équipe \| Temps \| \| ------------------ \| -------------------- \| ------------------ \| ---------------------------- \| ------------------ \| \| 1er \| Anthony Delaplace \| France \| Fortuneo-Vital Concept \| 6 h 48 min 10 s \| \| 2e \| Justin Mottier \| France \| VC Pays de Loudéac \| + 8 s \| \| 3e \| Justin Jules \| France \| WB-Veranclassic-Aqua Protect \| + 29 s \| \| 4e \| Nathan Van Hooydonck \| Belgique \| BMC Development \| + 39 s \| \| 5e \| Flavien Maurelet \| France \| GSC Blagnac Vélo Sport 31 \| + 43 s \| \| 6e \| August Jensen \| Norvège \| Team Coop \| + 45 s \| \| 7e \| Jesse Anthony \| États-Unis \| Rally Cycling \| + 45 s \| \| 8e \| Nicolai Brøchner \| Danemark \| Riwal Platform \| + 48 s \| \| 9e \| Steven Lampier \| Royaume-Uni \| JLT Condor \| + 49 s \| \| 10e \| Pascal Eenkhoorn \| Pays-Bas \| BMC Development \| + 49 s \| |                      |             |                              |                 |
| |                      |             |                              |                 |
| Source : ProCyclingStats |                      |             |                              |                 |
| Classement général |                      |             |                              |                 |
| Coureur | Coureur              | Pays        | Équipe                       | Temps           |
| 1er | Anthony Delaplace    | France      | Fortuneo-Vital Concept       | 6 h 48 min 10 s |
| 2e | Justin Mottier       | France      | VC Pays de Loudéac           | + 8 s           |
| 3e | Justin Jules         | France      | WB-Veranclassic-Aqua Protect | + 29 s          |
| 4e | Nathan Van Hooydonck | Belgique    | BMC Development              | + 39 s          |
| 5e | Flavien Maurelet     | France      | GSC Blagnac Vélo Sport 31    | + 43 s          |
| 6e | August Jensen        | Norvège     | Team Coop                    | + 45 s          |
| 7e | Jesse Anthony        | États-Unis  | Rally Cycling                | + 45 s          |
| 8e | Nicolai Brøchner     | Danemark    | Riwal Platform               | + 48 s          |
| 9e | Steven Lampier       | Royaume-Uni | JLT Condor                   | + 49 s          |
| 10e | Pascal Eenkhoorn     | Pays-Bas    | BMC Development              | + 49 s          |

### 3eétape
| \| Classement de l'étape \| Classement de l'étape \| Classement de l'étape \| Classement de l'étape \| Classement de l'étape \| \| Coureur \| Coureur \| Pays \| Équipe \| Temps \| \| --------------------- \| --------------------- \| --------------------- \| ---------------------------- \| --------------------- \| \| 1er \| Jan-Willem van Schip \| Pays-Bas \| Delta Cycling Rotterdam \| 4 h 00 min 00 s \| \| 2e \| Damien Gaudin \| France \| Armée de terre \| + 0 s \| \| 3e \| Romain Bacon \| France \| France \| + 1 s \| \| 4e \| Boris Vallée \| Belgique \| Fortuneo-Vital Concept \| + 4 s \| \| 5e \| Justin Jules \| France \| WB-Veranclassic-Aqua Protect \| + 4 s \| \| 6e \| Ken-Levi Eikeland \| Norvège \| FixIT.no \| + 4 s \| \| 7e \| Alex Frame \| Nouvelle-Zélande \| JLT Condor \| + 4 s \| \| 8e \| Jason van Dalen \| Pays-Bas \| Delta Cycling Rotterdam \| + 4 s \| \| 9e \| Yoän Vérardo \| France \| GSC Blagnac Vélo Sport 31 \| + 4 s \| \| 10e \| Gabriel Cullaigh \| Royaume-Uni \| SEG Racing Academy \| + 4 s \| |                      |                  |                              |                 |
| |                      |                  |                              |                 |
| Source : ProCyclingStats |                      |                  |                              |                 |
| Classement de l'étape |                      |                  |                              |                 |
| Coureur | Coureur              | Pays             | Équipe                       | Temps           |
| 1er | Jan-Willem van Schip | Pays-Bas         | Delta Cycling Rotterdam      | 4 h 00 min 00 s |
| 2e | Damien Gaudin        | France           | Armée de terre               | + 0 s           |
| 3e | Romain Bacon         | France           | France                       | + 1 s           |
| 4e | Boris Vallée         | Belgique         | Fortuneo-Vital Concept       | + 4 s           |
| 5e | Justin Jules         | France           | WB-Veranclassic-Aqua Protect | + 4 s           |
| 6e | Ken-Levi Eikeland    | Norvège          | FixIT.no                     | + 4 s           |
| 7e | Alex Frame           | Nouvelle-Zélande | JLT Condor                   | + 4 s           |
| 8e | Jason van Dalen      | Pays-Bas         | Delta Cycling Rotterdam      | + 4 s           |
| 9e | Yoän Vérardo         | France           | GSC Blagnac Vélo Sport 31    | + 4 s           |
| 10e | Gabriel Cullaigh     | Royaume-Uni      | SEG Racing Academy           | + 4 s           |

| \| Classement général \| Classement général \| Classement général \| Classement général \| Classement général \| \| Coureur \| Coureur \| Pays \| Équipe \| Temps \| \| ------------------ \| -------------------- \| ------------------ \| ---------------------------- \| ------------------ \| \| 1er \| Anthony Delaplace \| France \| Fortuneo-Vital Concept \| 10 h 48 min 14 s \| \| 2e \| Justin Mottier \| France \| VC Pays de Loudéac \| + 8 s \| \| 3e \| Justin Jules \| France \| WB-Veranclassic-Aqua Protect \| + 29 s \| \| 4e \| Nathan Van Hooydonck \| Belgique \| BMC Development \| + 39 s \| \| 5e \| Flavien Maurelet \| France \| GSC Blagnac Vélo Sport 31 \| + 43 s \| \| 6e \| August Jensen \| Norvège \| Team Coop \| + 45 s \| \| 7e \| Jesse Anthony \| États-Unis \| Rally Cycling \| + 45 s \| \| 8e \| Nicolai Brøchner \| Danemark \| Riwal Platform \| + 48 s \| \| 9e \| Steven Lampier \| Royaume-Uni \| JLT Condor \| + 49 s \| \| 10e \| Pascal Eenkhoorn \| Pays-Bas \| BMC Development \| + 49 s \| |                      |             |                              |                  |
| |                      |             |                              |                  |
| Source : ProCyclingStats |                      |             |                              |                  |
| Classement général |                      |             |                              |                  |
| Coureur | Coureur              | Pays        | Équipe                       | Temps            |
| 1er | Anthony Delaplace    | France      | Fortuneo-Vital Concept       | 10 h 48 min 14 s |
| 2e | Justin Mottier       | France      | VC Pays de Loudéac           | + 8 s            |
| 3e | Justin Jules         | France      | WB-Veranclassic-Aqua Protect | + 29 s           |
| 4e | Nathan Van Hooydonck | Belgique    | BMC Development              | + 39 s           |
| 5e | Flavien Maurelet     | France      | GSC Blagnac Vélo Sport 31    | + 43 s           |
| 6e | August Jensen        | Norvège     | Team Coop                    | + 45 s           |
| 7e | Jesse Anthony        | États-Unis  | Rally Cycling                | + 45 s           |
| 8e | Nicolai Brøchner     | Danemark    | Riwal Platform               | + 48 s           |
| 9e | Steven Lampier       | Royaume-Uni | JLT Condor                   | + 49 s           |
| 10e | Pascal Eenkhoorn     | Pays-Bas    | BMC Development              | + 49 s           |

### 4eétape
| \| Classement de l'étape \| Classement de l'étape \| Classement de l'étape \| Classement de l'étape \| Classement de l'étape \| \| Coureur \| Coureur \| Pays \| Équipe \| Temps \| \| --------------------- \| --------------------- \| --------------------- \| ---------------------------- \| --------------------- \| \| 1er \| Justin Jules \| France \| WB-Veranclassic-Aqua Protect \| 3 h 41 min 51 s \| \| 2e \| Fabio Jakobsen \| Pays-Bas \| SEG Racing Academy \| + 0 s \| \| 3e \| Bram Welten \| Pays-Bas \| BMC Development \| + 0 s \| \| 4e \| Johim Ariesen \| Pays-Bas \| Metec-TKH-Mantel \| + 0 s \| \| 5e \| Alex Frame \| Nouvelle-Zélande \| JLT Condor \| + 0 s \| \| 6e \| Luuc Bugter \| Pays-Bas \| Delta Cycling Rotterdam \| + 0 s \| \| 7e \| Konrad Gessner \| Allemagne \| Rad-net Rose \| + 0 s \| \| 8e \| Maxence Moncassin \| France \| GSC Blagnac Vélo Sport 31 \| + 0 s \| \| 9e \| Julien Mortier \| Belgique \| AGO-Aqua Service \| + 0 s \| \| 10e \| Clément Orceau \| France \| Vendée U Pays de la Loire \| + 0 s \| |                   |                  |                              |                 |
| |                   |                  |                              |                 |
| Source : ProCyclingStats |                   |                  |                              |                 |
| Classement de l'étape |                   |                  |                              |                 |
| Coureur | Coureur           | Pays             | Équipe                       | Temps           |
| 1er | Justin Jules      | France           | WB-Veranclassic-Aqua Protect | 3 h 41 min 51 s |
| 2e | Fabio Jakobsen    | Pays-Bas         | SEG Racing Academy           | + 0 s           |
| 3e | Bram Welten       | Pays-Bas         | BMC Development              | + 0 s           |
| 4e | Johim Ariesen     | Pays-Bas         | Metec-TKH-Mantel             | + 0 s           |
| 5e | Alex Frame        | Nouvelle-Zélande | JLT Condor                   | + 0 s           |
| 6e | Luuc Bugter       | Pays-Bas         | Delta Cycling Rotterdam      | + 0 s           |
| 7e | Konrad Gessner    | Allemagne        | Rad-net Rose                 | + 0 s           |
| 8e | Maxence Moncassin | France           | GSC Blagnac Vélo Sport 31    | + 0 s           |
| 9e | Julien Mortier    | Belgique         | AGO-Aqua Service             | + 0 s           |
| 10e | Clément Orceau    | France           | Vendée U Pays de la Loire    | + 0 s           |

| \| Classement général \| Classement général \| Classement général \| Classement général \| Classement général \| \| Coureur \| Coureur \| Pays \| Équipe \| Temps \| \| ------------------ \| ------------------ \| ------------------ \| ---------------------------- \| ------------------ \| \| 1er \| Anthony Delaplace \| France \| Fortuneo-Vital Concept \| 14 h 30 min 05 s \| \| 2e \| Justin Mottier \| France \| VC Pays de Loudéac \| + 8 s \| \| 3e \| Justin Jules \| France \| WB-Veranclassic-Aqua Protect \| + 19 s \| \| 4e \| August Jensen \| Norvège \| Team Coop \| + 45 s \| \| 5e \| Jesse Anthony \| États-Unis \| Rally Cycling \| + 45 s \| \| 6e \| Nicolai Brøchner \| Danemark \| Riwal Platform \| + 48 s \| \| 7e \| Steven Lampier \| Royaume-Uni \| JLT Condor \| + 49 s \| \| 8e \| Pascal Eenkhoorn \| Pays-Bas \| BMC Development \| + 49 s \| \| 9e \| Benoît Jarrier \| France \| Fortuneo-Vital Concept \| + 52 s \| \| 10e \| Alistair Slater \| Royaume-Uni \| JLT Condor \| + 52 s \| |                   |             |                              |                  |
| |                   |             |                              |                  |
| Source : ProCyclingStats |                   |             |                              |                  |
| Classement général |                   |             |                              |                  |
| Coureur | Coureur           | Pays        | Équipe                       | Temps            |
| 1er | Anthony Delaplace | France      | Fortuneo-Vital Concept       | 14 h 30 min 05 s |
| 2e | Justin Mottier    | France      | VC Pays de Loudéac           | + 8 s            |
| 3e | Justin Jules      | France      | WB-Veranclassic-Aqua Protect | + 19 s           |
| 4e | August Jensen     | Norvège     | Team Coop                    | + 45 s           |
| 5e | Jesse Anthony     | États-Unis  | Rally Cycling                | + 45 s           |
| 6e | Nicolai Brøchner  | Danemark    | Riwal Platform               | + 48 s           |
| 7e | Steven Lampier    | Royaume-Uni | JLT Condor                   | + 49 s           |
| 8e | Pascal Eenkhoorn  | Pays-Bas    | BMC Development              | + 49 s           |
| 9e | Benoît Jarrier    | France      | Fortuneo-Vital Concept       | + 52 s           |
| 10e | Alistair Slater   | Royaume-Uni | JLT Condor                   | + 52 s           |

### 5eétape
| \| Classement de l'étape \| Classement de l'étape \| Classement de l'étape \| Classement de l'étape \| Classement de l'étape \| \| Coureur \| Coureur \| Pays \| Équipe \| Temps \| \| --------------------- \| --------------------- \| --------------------- \| ---------------------------- \| --------------------- \| \| 1er \| Johim Ariesen \| Pays-Bas \| Metec-TKH-Mantel \| 3 h 35 min 23 s \| \| 2e \| Konrad Gessner \| Allemagne \| Rad-net Rose \| + 0 s \| \| 3e \| Fabio Jakobsen \| Pays-Bas \| SEG Racing Academy \| + 0 s \| \| 4e \| Justin Jules \| France \| WB-Veranclassic-Aqua Protect \| + 0 s \| \| 5e \| Dennis Bakker \| Pays-Bas \| Delta Cycling Rotterdam \| + 0 s \| \| 6e \| Lionel Taminiaux \| Belgique \| AGO-Aqua Service \| + 0 s \| \| 7e \| Alex Frame \| Nouvelle-Zélande \| JLT Condor \| + 0 s \| \| 8e \| Boris Vallée \| Belgique \| Fortuneo-Vital Concept \| + 0 s \| \| 9e \| Nicolai Brøchner \| Danemark \| Riwal Platform \| + 0 s \| \| 10e \| August Jensen \| Norvège \| Team Coop \| + 0 s \| |                  |                  |                              |                 |
| |                  |                  |                              |                 |
| Source : ProCyclingStats |                  |                  |                              |                 |
| Classement de l'étape |                  |                  |                              |                 |
| Coureur | Coureur          | Pays             | Équipe                       | Temps           |
| 1er | Johim Ariesen    | Pays-Bas         | Metec-TKH-Mantel             | 3 h 35 min 23 s |
| 2e | Konrad Gessner   | Allemagne        | Rad-net Rose                 | + 0 s           |
| 3e | Fabio Jakobsen   | Pays-Bas         | SEG Racing Academy           | + 0 s           |
| 4e | Justin Jules     | France           | WB-Veranclassic-Aqua Protect | + 0 s           |
| 5e | Dennis Bakker    | Pays-Bas         | Delta Cycling Rotterdam      | + 0 s           |
| 6e | Lionel Taminiaux | Belgique         | AGO-Aqua Service             | + 0 s           |
| 7e | Alex Frame       | Nouvelle-Zélande | JLT Condor                   | + 0 s           |
| 8e | Boris Vallée     | Belgique         | Fortuneo-Vital Concept       | + 0 s           |
| 9e | Nicolai Brøchner | Danemark         | Riwal Platform               | + 0 s           |
| 10e | August Jensen    | Norvège          | Team Coop                    | + 0 s           |

| \| Classement général \| Classement général \| Classement général \| Classement général \| Classement général \| \| Coureur \| Coureur \| Pays \| Équipe \| Temps \| \| ------------------ \| ------------------ \| ------------------ \| ---------------------------- \| ------------------ \| \| 1er \| Anthony Delaplace \| France \| Fortuneo-Vital Concept \| 18 h 05 min 28 s \| \| 2e \| Justin Mottier \| France \| VC Pays de Loudéac \| + 8 s \| \| 3e \| Justin Jules \| France \| WB-Veranclassic-Aqua Protect \| + 19 s \| \| 4e \| August Jensen \| Norvège \| Team Coop \| + 45 s \| \| 5e \| Jesse Anthony \| États-Unis \| Rally Cycling \| + 45 s \| \| 6e \| Nicolai Brøchner \| Danemark \| Riwal Platform \| + 48 s \| \| 7e \| Steven Lampier \| Royaume-Uni \| JLT Condor \| + 49 s \| \| 8e \| Pascal Eenkhoorn \| Pays-Bas \| BMC Development \| + 49 s \| \| 9e \| Benoît Jarrier \| France \| Fortuneo-Vital Concept \| + 52 s \| \| 10e \| Alistair Slater \| Royaume-Uni \| JLT Condor \| + 52 s \| |                   |             |                              |                  |
| |                   |             |                              |                  |
| Source : ProCyclingStats |                   |             |                              |                  |
| Classement général |                   |             |                              |                  |
| Coureur | Coureur           | Pays        | Équipe                       | Temps            |
| 1er | Anthony Delaplace | France      | Fortuneo-Vital Concept       | 18 h 05 min 28 s |
| 2e | Justin Mottier    | France      | VC Pays de Loudéac           | + 8 s            |
| 3e | Justin Jules      | France      | WB-Veranclassic-Aqua Protect | + 19 s           |
| 4e | August Jensen     | Norvège     | Team Coop                    | + 45 s           |
| 5e | Jesse Anthony     | États-Unis  | Rally Cycling                | + 45 s           |
| 6e | Nicolai Brøchner  | Danemark    | Riwal Platform               | + 48 s           |
| 7e | Steven Lampier    | Royaume-Uni | JLT Condor                   | + 49 s           |
| 8e | Pascal Eenkhoorn  | Pays-Bas    | BMC Development              | + 49 s           |
| 9e | Benoît Jarrier    | France      | Fortuneo-Vital Concept       | + 52 s           |
| 10e | Alistair Slater   | Royaume-Uni | JLT Condor                   | + 52 s           |

### 6eétape
| \| Classement de l'étape \| Classement de l'étape \| Classement de l'étape \| Classement de l'étape \| Classement de l'étape \| \| Coureur \| Coureur \| Pays \| Équipe \| Temps \| \| --------------------- \| --------------------- \| --------------------- \| ---------------------------- \| --------------------- \| \| 1er \| Damien Gaudin \| France \| Armée de terre \| 3 h 44 min 31 s \| \| 2e \| Sébastien Delfosse \| Belgique \| WB-Veranclassic-Aqua Protect \| + 0 s \| \| 3e \| Jasper de Laat \| Pays-Bas \| Metec-TKH-Mantel \| + 0 s \| \| 4e \| David Rivière \| France \| Vendée U Pays de la Loire \| + 2 s \| \| 5e \| Alex Frame \| Nouvelle-Zélande \| JLT Condor \| + 6 s \| \| 6e \| Jan-Willem van Schip \| Pays-Bas \| Delta Cycling Rotterdam \| + 6 s \| \| 7e \| Benoît Jarrier \| France \| Fortuneo-Vital Concept \| + 6 s \| \| 8e \| Justin Jules \| France \| WB-Veranclassic-Aqua Protect \| + 6 s \| \| 9e \| Matthew Teggart \| Irlande \| An Post-ChainReaction \| + 6 s \| \| 10e \| Gabriel Cullaigh \| Royaume-Uni \| SEG Racing Academy \| + 6 s \| |                      |                  |                              |                 |
| |                      |                  |                              |                 |
| Source : ProCyclingStats |                      |                  |                              |                 |
| Classement de l'étape |                      |                  |                              |                 |
| Coureur | Coureur              | Pays             | Équipe                       | Temps           |
| 1er | Damien Gaudin        | France           | Armée de terre               | 3 h 44 min 31 s |
| 2e | Sébastien Delfosse   | Belgique         | WB-Veranclassic-Aqua Protect | + 0 s           |
| 3e | Jasper de Laat       | Pays-Bas         | Metec-TKH-Mantel             | + 0 s           |
| 4e | David Rivière        | France           | Vendée U Pays de la Loire    | + 2 s           |
| 5e | Alex Frame           | Nouvelle-Zélande | JLT Condor                   | + 6 s           |
| 6e | Jan-Willem van Schip | Pays-Bas         | Delta Cycling Rotterdam      | + 6 s           |
| 7e | Benoît Jarrier       | France           | Fortuneo-Vital Concept       | + 6 s           |
| 8e | Justin Jules         | France           | WB-Veranclassic-Aqua Protect | + 6 s           |
| 9e | Matthew Teggart      | Irlande          | An Post-ChainReaction        | + 6 s           |
| 10e | Gabriel Cullaigh     | Royaume-Uni      | SEG Racing Academy           | + 6 s           |

| \| Classement général \| Classement général \| Classement général \| Classement général \| Classement général \| \| Coureur \| Coureur \| Pays \| Équipe \| Temps \| \| ------------------ \| ------------------ \| ------------------ \| ---------------------------- \| ------------------ \| \| 1er \| Anthony Delaplace \| France \| Fortuneo-Vital Concept \| 21 h 50 min 05 s \| \| 2e \| Justin Mottier \| France \| VC Pays de Loudéac \| + 8 s \| \| 3e \| Justin Jules \| France \| WB-Veranclassic-Aqua Protect \| + 19 s \| \| 4e \| August Jensen \| Norvège \| Team Coop \| + 45 s \| \| 5e \| Jesse Anthony \| États-Unis \| Rally Cycling \| + 45 s \| \| 6e \| Nicolai Brøchner \| Danemark \| Riwal Platform \| + 48 s \| \| 7e \| Steven Lampier \| Royaume-Uni \| JLT Condor \| + 49 s \| \| 8e \| Pascal Eenkhoorn \| Pays-Bas \| BMC Development \| + 49 s \| \| 9e \| Benoît Jarrier \| France \| Fortuneo-Vital Concept \| + 52 s \| \| 10e \| Alistair Slater \| Royaume-Uni \| JLT Condor \| + 52 s \| |                   |             |                              |                  |
| |                   |             |                              |                  |
| Source : ProCyclingStats |                   |             |                              |                  |
| Classement général |                   |             |                              |                  |
| Coureur | Coureur           | Pays        | Équipe                       | Temps            |
| 1er | Anthony Delaplace | France      | Fortuneo-Vital Concept       | 21 h 50 min 05 s |
| 2e | Justin Mottier    | France      | VC Pays de Loudéac           | + 8 s            |
| 3e | Justin Jules      | France      | WB-Veranclassic-Aqua Protect | + 19 s           |
| 4e | August Jensen     | Norvège     | Team Coop                    | + 45 s           |
| 5e | Jesse Anthony     | États-Unis  | Rally Cycling                | + 45 s           |
| 6e | Nicolai Brøchner  | Danemark    | Riwal Platform               | + 48 s           |
| 7e | Steven Lampier    | Royaume-Uni | JLT Condor                   | + 49 s           |
| 8e | Pascal Eenkhoorn  | Pays-Bas    | BMC Development              | + 49 s           |
| 9e | Benoît Jarrier    | France      | Fortuneo-Vital Concept       | + 52 s           |
| 10e | Alistair Slater   | Royaume-Uni | JLT Condor                   | + 52 s           |

### 7eétape
| \| Classement de l'étape \| Classement de l'étape \| Classement de l'étape \| Classement de l'étape \| Classement de l'étape \| \| Coureur \| Coureur \| Pays \| Équipe \| Temps \| \| --------------------- \| --------------------- \| --------------------- \| ---------------------------- \| --------------------- \| \| 1er \| Clément Orceau \| France \| Vendée U Pays de la Loire \| 3 h 19 min 00 s \| \| 2e \| Morgan Kneisky \| France \| France \| + 0 s \| \| 3e \| Alex Frame \| Nouvelle-Zélande \| JLT Condor \| + 0 s \| \| 4e \| Justin Jules \| France \| WB-Veranclassic-Aqua Protect \| + 0 s \| \| 5e \| Aksel Nõmmela \| Estonie \| Leopard Pro Cycling \| + 0 s \| \| 6e \| Fabio Jakobsen \| Pays-Bas \| SEG Racing Academy \| + 0 s \| \| 7e \| Maxence Moncassin \| France \| GSC Blagnac Vélo Sport 31 \| + 0 s \| \| 8e \| August Jensen \| Norvège \| Team Coop \| + 0 s \| \| 9e \| Johim Ariesen \| Pays-Bas \| Metec-TKH-Mantel \| + 0 s \| \| 10e \| Charlie Arimont \| Belgique \| AGO-Aqua Service \| + 0 s \| |                   |                  |                              |                 |
| |                   |                  |                              |                 |
| Source : ProCyclingStats |                   |                  |                              |                 |
| Classement de l'étape |                   |                  |                              |                 |
| Coureur | Coureur           | Pays             | Équipe                       | Temps           |
| 1er | Clément Orceau    | France           | Vendée U Pays de la Loire    | 3 h 19 min 00 s |
| 2e | Morgan Kneisky    | France           | France                       | + 0 s           |
| 3e | Alex Frame        | Nouvelle-Zélande | JLT Condor                   | + 0 s           |
| 4e | Justin Jules      | France           | WB-Veranclassic-Aqua Protect | + 0 s           |
| 5e | Aksel Nõmmela     | Estonie          | Leopard Pro Cycling          | + 0 s           |
| 6e | Fabio Jakobsen    | Pays-Bas         | SEG Racing Academy           | + 0 s           |
| 7e | Maxence Moncassin | France           | GSC Blagnac Vélo Sport 31    | + 0 s           |
| 8e | August Jensen     | Norvège          | Team Coop                    | + 0 s           |
| 9e | Johim Ariesen     | Pays-Bas         | Metec-TKH-Mantel             | + 0 s           |
| 10e | Charlie Arimont   | Belgique         | AGO-Aqua Service             | + 0 s           |

## Classements finals

### Classement général final
| \| Classement général \| Classement général \| Classement général \| Classement général \| Classement général \| \| Coureur \| Coureur \| Pays \| Équipe \| Temps \| \| ------------------ \| ------------------ \| ------------------ \| ---------------------------- \| ------------------ \| \| 1er \| Anthony Delaplace \| France \| Fortuneo-Vital Concept \| 25 h 09 min 05 s \| \| 2e \| Justin Mottier \| France \| VC Pays de Loudéac \| + 8 s \| \| 3e \| Justin Jules \| France \| WB-Veranclassic-Aqua Protect \| + 17 s \| \| 4e \| August Jensen \| Norvège \| Team Coop \| + 42 s \| \| 5e \| Jesse Anthony \| États-Unis \| Rally Cycling \| + 45 s \| \| 6e \| Nicolai Brøchner \| Danemark \| Riwal Platform \| + 47 s \| \| 7e \| Steven Lampier \| Royaume-Uni \| JLT Condor \| + 49 s \| \| 8e \| Pascal Eenkhoorn \| Pays-Bas \| BMC Development \| + 49 s \| \| 9e \| Benoît Jarrier \| France \| Fortuneo-Vital Concept \| + 52 s \| \| 10e \| Alistair Slater \| Royaume-Uni \| JLT Condor \| + 52 s \| |                   |             |                              |                  |
| |                   |             |                              |                  |
| Sources : ProCyclingStats Cycling Quotient |                   |             |                              |                  |
| Classement général |                   |             |                              |                  |
| Coureur | Coureur           | Pays        | Équipe                       | Temps            |
| 1er | Anthony Delaplace | France      | Fortuneo-Vital Concept       | 25 h 09 min 05 s |
| 2e | Justin Mottier    | France      | VC Pays de Loudéac           | + 8 s            |
| 3e | Justin Jules      | France      | WB-Veranclassic-Aqua Protect | + 17 s           |
| 4e | August Jensen     | Norvège     | Team Coop                    | + 42 s           |
| 5e | Jesse Anthony     | États-Unis  | Rally Cycling                | + 45 s           |
| 6e | Nicolai Brøchner  | Danemark    | Riwal Platform               | + 47 s           |
| 7e | Steven Lampier    | Royaume-Uni | JLT Condor                   | + 49 s           |
| 8e | Pascal Eenkhoorn  | Pays-Bas    | BMC Development              | + 49 s           |
| 9e | Benoît Jarrier    | France      | Fortuneo-Vital Concept       | + 52 s           |
| 10e | Alistair Slater   | Royaume-Uni | JLT Condor                   | + 52 s           |

### Classements annexes
| Classement par points | Classement par points | Classement par points | Classement par points        | Classement par points |
| Coureur               | Coureur               | Pays                  | Équipe                       | Points                |
| --------------------- | --------------------- | --------------------- | ---------------------------- | --------------------- |
| 1er                   | Justin Jules          | France                | WB-Veranclassic-Aqua Protect | 108 pts               |
| 2e                    | Fabio Jakobsen        | Pays-Bas              | SEG Racing Academy           | 71 pts                |
| 3e                    | Alex Frame            | Nouvelle-Zélande      | JLT Condor                   | 70 pts                |
| 4e                    | Johim Ariesen         | Pays-Bas              | Metec-TKH-Mantel             | 64 pts                |
| 5e                    | Damien Gaudin         | France                | Armée de terre               | 50 pts                |
| 6e                    | Jan-Willem van Schip  | Pays-Bas              | Delta Cycling Rotterdam      | 49 pts                |
| 7e                    | August Jensen         | Norvège               | Team Coop                    | 44 pts                |
| 8e                    | Nicolai Brøchner      | Danemark              | Riwal Platform               | 42 pts                |
| 9e                    | Anthony Delaplace     | France                | Fortuneo-Vital Concept       | 34 pts                |
| 10e                   | Clément Orceau        | France                | Vendée U Pays de la Loire    | 31 pts                |

| Classement par points | Classement par points | Classement par points | Classement par points        | Classement par points |
| Coureur               | Coureur               | Pays                  | Équipe                       | Points                |
| --------------------- | --------------------- | --------------------- | ---------------------------- | --------------------- |
| 1er                   | Justin Jules          | France                | WB-Veranclassic-Aqua Protect | 108 pts               |
| 2e                    | Fabio Jakobsen        | Pays-Bas              | SEG Racing Academy           | 71 pts                |
| 3e                    | Alex Frame            | Nouvelle-Zélande      | JLT Condor                   | 70 pts                |
| 4e                    | Johim Ariesen         | Pays-Bas              | Metec-TKH-Mantel             | 64 pts                |
| 5e                    | Damien Gaudin         | France                | Armée de terre               | 50 pts                |
| 6e                    | Jan-Willem van Schip  | Pays-Bas              | Delta Cycling Rotterdam      | 49 pts                |
| 7e                    | August Jensen         | Norvège               | Team Coop                    | 44 pts                |
| 8e                    | Nicolai Brøchner      | Danemark              | Riwal Platform               | 42 pts                |
| 9e                    | Anthony Delaplace     | France                | Fortuneo-Vital Concept       | 34 pts                |
| 10e                   | Clément Orceau        | France                | Vendée U Pays de la Loire    | 31 pts                |

| Classement des points chauds | Classement du meilleur jeune |

#### Classement par équipes
| Classement par équipes | Classement par équipes       | Classement par équipes | Classement par équipes |
| Équipe                 | Équipe                       | Pays                   | Temps                  |
| ---------------------- | ---------------------------- | ---------------------- | ---------------------- |
| 1re                    | WB-Veranclassic-Aqua Protect | Belgique               | 75 h 30 min 20 s       |
| 2e                     | AGO-Aqua Service             | Belgique               | + 57 s                 |
| 3e                     | VC Pays de Loudéac           | France                 | + 2 min 05 s           |
| 4e                     | Metec-TKH-Mantel             | Pays-Bas               | + 2 min 26 s           |
| 5e                     | Riwal Platform               | Danemark               | + 2 min 51 s           |
| 6e                     | Fortuneo-Vital Concept       | France                 | + 4 min 01 s           |
| 7e                     | An Post-ChainReaction        | Irlande                | + 4 min 34 s           |
| 8e                     | Delta Cycling Rotterdam      | Pays-Bas               | + 4 min 58 s           |
| 9e                     | SEG Racing Academy           | Pays-Bas               | + 4 min 59 s           |
| 10e                    | Leopard                      | Luxembourg             | + 5 min 31 s           |

### UCI Europe Tour
Ce Tour de Normandie attribue des points pour l'UCI Europe Tour 2017, y compris aux coureurs faisant partie d'une équipe ayant un label WorldTeam. De plus la course donne le même nombre de points individuellement à tous les coureurs pour le Classement mondial UCI 2017.
| Position,          | 1er | 2e | 3e | 4e | 5e | 6e | 7e | 8e à 10e |
| Classement général | 40  | 30 | 25 | 20 | 15 | 10 | 5  | 3        |
| Par étape          | 7   | 3  | 1  |    |    |    |    |          |
| Leader, par étape  | 1   |    |    |    |    |    |    |          |

## Liste des participants
| Légende                                | Légende                                                                                                  | Légende                                | Légende                                                                                                  |
| -------------------------------------- | --- | -------------------------------------- | --- |
| Num                                    | Dossard de départ porté par le coureur sur ce Tour de Normandie                                          | Pos                                    | Position finale au classement général                                                                    |
| Leader du classement général           | Indique le vainqueur du classement général                                                               | Leader du classement par points        | Indique le vainqueur du classement par points                                                            |
| Leader du classement de la montagne    | Indique le vainqueur du classement de la montagne                                                        | Leader du classement des points chauds | Indique le vainqueur du classement des points chauds                                                     |
| Leader du classement du meilleur jeune | Indique le vainqueur du classement du meilleur jeune                                                     |                                        | Indique un maillot de champion national ou mondial, suivi de sa spécialité                               |
| #                                      | Indique la meilleure équipe                                                                              | NP                                     | Indique un coureur qui n'a pas pris le départ d'une étape, suivi du numéro de l'étape où il s'est retiré |
| AB                                     | Indique un coureur qui n'a pas terminé une étape, suivi du numéro de l'étape où il s'est retiré          | HD                                     | Indique un coureur qui a terminé une étape hors des délais, suivi du numéro de l'étape                   |
| *                                      | Indique un coureur en lice pour le classement du meilleur jeune (coureurs nés après le 1er janvier 1992) |                                        | |

| Fortuneo-Vital Concept FVC | Fortuneo-Vital Concept FVC | Fortuneo-Vital Concept FVC |
| -------------------------- | -------------------------- | -------------------------- |
| Num                        | Coureur                    | Pos                        |
| 1                          | Anthony Delaplace (FRA)    |                            |
| 2                          | Benoît Jarrier (FRA)       |                            |
| 3                          | Erwann Corbel (FRA)        |                            |
| 4                          | Elie Gesbert (FRA)         |                            |
| 5                          | Francis Mourey (FRA)       |                            |
| 6                          | Boris Vallée (BEL)         |                            |
| Directeur sportif :        |                            |                            |

| WB-Veranclassic-Aqua Protect WVA | WB-Veranclassic-Aqua Protect WVA | WB-Veranclassic-Aqua Protect WVA |
| -------------------------------- | -------------------------------- | -------------------------------- |
| Num                              | Coureur                          | Pos                              |
| 11                               | Sébastien Delfosse (BEL)         |                                  |
| 12                               | Jimmy Duquennoy (BEL)            | DSQ-2                            |
| 13                               | Grégory Habeaux (BEL)            |                                  |
| 14                               | Justin Jules (FRA)               |                                  |
| 15                               | Lukas Spengler (SUI)             |                                  |
| 16                               | Dimitri Peyskens (BEL)           |                                  |
| Directeur sportif :              |                                  |                                  |

| Coop TCO            | Coop TCO                   | Coop TCO |
| ------------------- | -------------------------- | -------- |
| Num                 | Coureur                    | Pos      |
| 21                  | Ole Andre Austevoll (NOR)  |          |
| 22                  | Fredrik Strand Galta (NOR) |          |
| 23                  | Krister Hagen (NOR)        |          |
| 24                  | August Jensen (NOR)        |          |
| 25                  | Philip Lindau (SWE)        | AB-2     |
| 26                  | Øivind Lukkedal (NOR)      |          |
| Directeur sportif : |                            |          |

| BMC Development     | BMC Development            | BMC Development |
| ------------------- | -------------------------- | --------------- |
| Num                 | Coureur                    | Pos             |
| 31                  | Steff Cras (NED)           |                 |
| 32                  | Pascal Eenkhoorn (NED)     |                 |
| 33                  | Martin Schäppi (SUI)       |                 |
| 34                  | Pavel Sivakov (RUS)        |                 |
| 35                  | Nathan Van Hooydonck (BEL) |                 |
| 36                  | Bram Welten (NED)          |                 |
| Directeur sportif : |                            |                 |

| Armée de Terre ADT  | Armée de Terre ADT      | Armée de Terre ADT |
| ------------------- | ----------------------- | ------------------ |
| Num                 | Coureur                 | Pos                |
| 41                  | Bryan Alaphilippe (FRA) |                    |
| 42                  | Stéphane Poulhiès (FRA) |                    |
| 43                  | Jordan Levasseur (FRA)  |                    |
| 44                  | Damien Gaudin (FRA)     |                    |
| 45                  | Kévin Lebreton (FRA)    |                    |
| 46                  | Thomas Rostollan (FRA)  |                    |
| Directeur sportif : |                         |                    |

| FixIT.no FIX        | FixIT.no FIX                   | FixIT.no FIX |
| ------------------- | ------------------------------ | ------------ |
| Num                 | Coureur                        | Pos          |
| 51                  | Marius Blålid (NOR)            |              |
| 52                  | Åsmund Romstad Løvik (NOR)     |              |
| 53                  | Sindre Eid Hermansen (NOR)     |              |
| 54                  | Ken Eikeland (NOR)             |              |
| 55                  | Bjørnar Vevatne Øverland (NOR) |              |
| 56                  |                                |              |
| Directeur sportif : |                                |              |

| Équipe de France de poursuite | Équipe de France de poursuite | Équipe de France de poursuite |
| ----------------------------- | ----------------------------- | ----------------------------- |
| Num                           | Coureur                       | Pos                           |
| 61                            | Corentin Ermenault (FRA)      |                               |
| 62                            | Benjamin Thomas (FRA)         | AB-3                          |
| 63                            | Louis Pijourlet (FRA)         |                               |
| 64                            | Romain Bacon (FRA)            |                               |
| 65                            | Florian Maître (FRA)          |                               |
| 66                            | Morgan Kneisky (FRA)          |                               |
| Directeur sportif :           |                               |                               |

| SEG Racing Academy SEG | SEG Racing Academy SEG    | SEG Racing Academy SEG |
| ---------------------- | ------------------------- | ---------------------- |
| Num                    | Coureur                   | Pos                    |
| 71                     | Fabio Jakobsen (NED)      |                        |
| 72                     | Gabriel Cullaigh (GBR)    |                        |
| 73                     | Julius van den Berg (NED) |                        |
| 74                     | Adriaan Janssen (SWE)     |                        |
| 75                     | Henrik Evensen (NOR)      |                        |
| 76                     | Marten Kooistra (NED)     |                        |
| Directeur sportif :    |                           |                        |

| Riwal Platform RIW  | Riwal Platform RIW         | Riwal Platform RIW |
| ------------------- | -------------------------- | ------------------ |
| Num                 | Coureur                    | Pos                |
| 81                  | Chris Anker Sørensen (DEN) |                    |
| 82                  | Nicolai Brøchner (DEN)     |                    |
| 83                  | Jonas Aaen Jørgensen (DEN) |                    |
| 84                  | Rasmus Mygind (DEN)        |                    |
| 85                  | Troels Vinther (DEN)       |                    |
| 86                  | Jonas Gregaard (DEN)       |                    |
| Directeur sportif : |                            |                    |

| VC Rouen 76         | VC Rouen 76             | VC Rouen 76 |
| ------------------- | ----------------------- | ----------- |
| Num                 | Coureur                 | Pos         |
| 91                  | Adrien Carpentier (FRA) |             |
| 92                  | Alexis Guérin (FRA)     |             |
| 93                  | Silver Mäoma (EST)      |             |
| 94                  | Christopher Piry (FRA)  | HD-1        |
| 95                  | Risto Raid (EST)        |             |
| 96                  | Melvin Rullière (FRA)   |             |
| Directeur sportif : |                         |             |

| Madison Genesis MGT | Madison Genesis MGT   | Madison Genesis MGT |
| ------------------- | --------------------- | ------------------- |
| Num                 | Coureur               | Pos                 |
| 101                 | Erick Rowsell (GBR)   |                     |
| 102                 | Alexandre Blain (FRA) |                     |
| 103                 | Richard Handley (GBR) |                     |
| 104                 | Connor Swift (GBR)    |                     |
| 105                 | Jonathan McEvoy (GBR) |                     |
| 106                 | Alex Paton (GBR)      |                     |
| Directeur sportif : |                       |                     |

| Vendée U            | Vendée U                 | Vendée U |
| ------------------- | ------------------------ | -------- |
| Num                 | Coureur                  | Pos      |
| 111                 | Loïc Bouchereau (FRA)    | AB-3     |
| 112                 | Mathieu Burgaudeau (FRA) |          |
| 113                 | Thomas Denis (FRA)       |          |
| 114                 | Valentin Ferron (FRA)    |          |
| 115                 | Clément Orceau (FRA)     |          |
| 116                 | David Rivière (FRA)      |          |
| Directeur sportif : |                          |          |

| Leopard LPC         | Leopard LPC             | Leopard LPC |
| ------------------- | ----------------------- | ----------- |
| Num                 | Coureur                 | Pos         |
| 121                 | Jan Brockhoff (GER)     |             |
| 122                 | Alexander Krieger (GER) |             |
| 123                 | Aksel Nõmmela (EST)     |             |
| 124                 | Gaëtan Pons (LUX)       |             |
| 125                 | Tom Wirtgen (LUX)       |             |
| 126                 | John Mandrysch (GER)    |             |
| Directeur sportif : |                         |             |

| VC Pays de Loudéac  | VC Pays de Loudéac       | VC Pays de Loudéac |
| ------------------- | ------------------------ | ------------------ |
| Num                 | Coureur                  | Pos                |
| 131                 | Cyrille Patoux (FRA)     |                    |
| 132                 | Nicolas Primas (FRA)     |                    |
| 133                 | Justin Mottier (FRA)     |                    |
| 134                 | Louis Lapierre (FRA)     |                    |
| 135                 | Adrien Garel (FRA)       |                    |
| 136                 | Antoine Leplingard (FRA) |                    |
| Directeur sportif : |                          |                    |

| Metec-TKH-Mantel MET | Metec-TKH-Mantel MET     | Metec-TKH-Mantel MET |
| -------------------- | ------------------------ | -------------------- |
| Num                  | Coureur                  | Pos                  |
| 141                  | Johim Ariesen (NED)      |                      |
| 142                  | Jasper de Laat (NED)     |                      |
| 143                  | Jarno Gmelich (NED)      |                      |
| 144                  | Sjoerd Kouwenhoven (NED) |                      |
| 145                  | Jasper Hamelink (NED)    |                      |
| 146                  | Stef Krul (NED)          |                      |
| Directeur sportif :  |                          |                      |

| ColoQuick-Cult TCQ  | ColoQuick-Cult TCQ           | ColoQuick-Cult TCQ |
| ------------------- | ---------------------------- | ------------------ |
| Num                 | Coureur                      | Pos                |
| 151                 | Rune Almindso (DEN)          |                    |
| 152                 | Jesper Odgaard Nielsen (DEN) |                    |
| 153                 | Christian Jørgensen (DEN)    |                    |
| 154                 | Martin Mortensen (DEN)       |                    |
| 155                 | Torkil Veyhe (DEN)           |                    |
| 156                 | Rasmus Bøgh Wallin (DEN)     | HD-1               |
| Directeur sportif : |                              |                    |

| An Post-ChainReaction SKT | An Post-ChainReaction SKT      | An Post-ChainReaction SKT |
| ------------------------- | ------------------------------ | ------------------------- |
| Num                       | Coureur                        | Pos                       |
| 161                       | Matthew Teggart (IRL)          |                           |
| 162                       | Przemysław Kasperkiewicz (POL) |                           |
| 163                       | Mark Stewart (GBR)             |                           |
| 164                       | Bas Tietema (NED)              | AB-1                      |
| 165                       | Sean McKenna (IRL)             |                           |
| 166                       | Jacob Scott (GBR)              |                           |
| Directeur sportif :       |                                |                           |

| RH+ Polartec-Fundación Alberto Contador | RH+ Polartec-Fundación Alberto Contador | RH+ Polartec-Fundación Alberto Contador |
| --------------------------------------- | --------------------------------------- | --------------------------------------- |
| Num                                     | Coureur                                 | Pos                                     |
| 171                                     | Tomeu Gelabert (ESP)                    |                                         |
| 172                                     | Diego Sevilla (ESP)                     |                                         |
| 173                                     | Daniel Viegas (POR)                     |                                         |
| 174                                     | Harrison Jones (GBR)                    | AB-1                                    |
| 175                                     | Francisco Pérez Solorzano (ESP)         | HD-1                                    |
| 176                                     | Daniele Cantoni (ITA)                   |                                         |
| Directeur sportif :                     |                                         |                                         |

| GSC Blagnac Vélo Sport 31 | GSC Blagnac Vélo Sport 31        | GSC Blagnac Vélo Sport 31 |
| ------------------------- | -------------------------------- | ------------------------- |
| Num                       | Coureur                          | Pos                       |
| 181                       | Olivier Le Court de Billot (FRA) |                           |
| 182                       | Flavien Maurelet (FRA)           |                           |
| 183                       | Maxence Moncassin (FRA)          |                           |
| 184                       | Yoän Vérardo (FRA)               |                           |
| 185                       | Boris Zimine (FRA)               |                           |
| 186                       | Roman Kohl (FRA)                 |                           |
| Directeur sportif :       |                                  |                           |

| JLT Condor JLT      | JLT Condor JLT        | JLT Condor JLT |
| ------------------- | --------------------- | -------------- |
| Num                 | Coureur               | Pos            |
| 191                 | Jonathan Mould (GBR)  |                |
| 192                 | Steve Lampier (GBR)   |                |
| 193                 | Thomas Moses (GBR)    |                |
| 194                 | Alex Frame (NZL)      |                |
| 195                 | Alistair Slater (GBR) |                |
| 196                 | Edward Laverack (GBR) |                |
| Directeur sportif : |                       |                |

| Rad-net Rose RNR    | Rad-net Rose RNR        | Rad-net Rose RNR |
| ------------------- | ----------------------- | ---------------- |
| Num                 | Coureur                 | Pos              |
| 201                 | Konrad Geßner (GER)     |                  |
| 202                 | Sven Reutter (GER)      |                  |
| 203                 | Theo Reinhardt (GER)    |                  |
| 204                 | Kersten Thiele (GER)    |                  |
| 205                 | Tobias Nolde (GER)      |                  |
| 206                 | Domenic Weinstein (GER) |                  |
| Directeur sportif : |                         |                  |

| Rally RLY           | Rally RLY                  | Rally RLY |
| ------------------- | -------------------------- | --------- |
| Num                 | Coureur                    | Pos       |
| 211                 | Jesse Anthony (USA)        |           |
| 212                 | Charles Bradley Huff (USA) |           |
| 213                 | Shane Kline (USA)          |           |
| 214                 | Pierrick Naud (CAN)        |           |
| 215                 | Emerson Oronte (USA)       |           |
| 216                 | Tom Soladay (USA)          |           |
| Directeur sportif : |                            |           |

| AGO-Aqua Service AAS | AGO-Aqua Service AAS   | AGO-Aqua Service AAS |
| -------------------- | ---------------------- | -------------------- |
| Num                  | Coureur                | Pos                  |
| 221                  | Lionel Taminiaux (BEL) |                      |
| 222                  | Antoine Loy (BEL)      |                      |
| 223                  | Kenny Molly (BEL)      |                      |
| 224                  | Julien Mortier (BEL)   |                      |
| 225                  | Martin Palm (BEL)      |                      |
| 226                  | Charlie Arimont (BEL)  |                      |
| Directeur sportif :  |                        |                      |

| Delta Cycling Rotterdam DCT | Delta Cycling Rotterdam DCT | Delta Cycling Rotterdam DCT |
| --------------------------- | --------------------------- | --------------------------- |
| Num                         | Coureur                     | Pos                         |
| 231                         | Daan Meijers (NED)          |                             |
| 232                         | Mitchell Mulhern (AUS)      |                             |
| 233                         | Dennis Bakker (NED)         |                             |
| 234                         | Jan-Willem van Schip (NED)  |                             |
| 235                         | Jason van Dalen (NED)       |                             |
| 236                         | Luuc Bugter (NED)           |                             |
| Directeur sportif :         |                             |                             |